# 20 años - En vivo
20 Años - En vivo es el tercer álbum en directo del grupo musical mexicano Jeans, publicado en octubre de 2016 a través de la compañía discográfica Sony Music. Fue grabado en el segundo concierto de la gira Jeans 20 Años en el Auditorio Nacional realizado el 25 de junio de 2016. 
El álbum es el segundo material que realizan junto a Sony Music Entertainment México celebrando el reencuentro de la agrupación. Contó con participaciones de agrupaciones como OV7 y Caló, además de exintegrantes como Litzy, Tabatha y Sabrina. 
«Sólo vivo para ti» fue presentado como el primer sencillo a través de las plataformas digitales, tales como Spotify, iTunes y VEVO. Esta versión contó con la colaboración del grupo OV7. Fue lanzado el 8 de septiembre de 2016. Ha sido certificado por la Asociación Mexicana de Productores de Fonogramas y Videogramas con disco de oro al sobrepasar los treinta mil ejemplares dentro del territorio mexicano.

## Antecedentes y desarrollo
Después de su primer concierto en el Auditorio Nacional, se anunció una segunda fecha en el mismo recinto. El concierto sería para celebrar el aniversario XX de la creación de la agrupación, además de su primer aniversario del inicio del reencuentro. El concierto, perteneciente a la gira Dèjá Vu, se realizó el 25 de junio de 2016, anunciando que sería grabado y lanzado en el último trimestre de ese mismo año.
Tuvo la participación de las exintegrantes: Litzy, Tabatha y Sabrina, quienes interpretaron dos medleys, el primero con canciones pertenecientes al primer álbum del grupo y el segundo con canciones pertenecientes a los dos últimos, Ammore y Porque Soy Libre. Además de la aparición del grupo OV7, con quienes se interpretó la canción Sólo vivo para ti y el éxito del quinteto, No es obsesión. Debido al éxito que tuvo, una tercera fecha en el Auditorio Nacional fue anunciada en la presentación del disco.

## Lista de canciones
| Disco 1 |                                                                                       |                                                                                 |          |  |
| N.º     | Título                                                                                | Escritor(es)                                                                    | Duración |  |
| 1.      | «La ilusión del primer amor»                                                          | Consuelo Arango, Juan Gilart                                                    | 5:00     |  |
| 2.      | «Ammore»                                                                              | Ettore Grenci, Loris Ceroni, Monica Vélez                                       | 3:20     |  |
| 3.      | «Escaparé contigo»                                                                    | José Ramón Flórez, Rodríguez Marugán                                            | 3:22     |  |
| 4.      | «Medley Jeans» (Te quiero, Quería decirte, Donde estás con Litzy, Tabatha, Sabrina)   | Carlos Lara, Fornaciari, Howard Jones, Milani, Pace, Rodolfo Von Horsten        | 3:29     |  |
| 5.      | «Medley Rock» (En mala hora, Tu falso amor, Loca de amor con Litzy, Tabatha, Sabrina) | Ana Mónica Vélez, Daniel Bjorn Gibson, Han'Some, M. Nuti, Mario Neri            | 3:53     |  |
| 6.      | «Corazón confidente»                                                                  | Alex Sirvent                                                                    | 3:37     |  |
| 7.      | «Muero por ti»                                                                        | Alfredo Marugán Rodríguez, José Ramón Florez                                    | 3:53     |  |
| 8.      | «Lo que queda de mí»                                                                  | Mónica Vélez, Jesse Huerta                                                      | 4:21     |  |
| 9.      | «Dame, dame»                                                                          | Jules Ramllano, Raúl Quezada, Elizabeth Fuentes, Carlos Rodríguez, Freddie Lugo | 3:07     |  |
| 10.     | «Entre azul y buenas noches»                                                          | Jose Ramón Flores                                                               | 4:03     |  |
| 11.     | «Aunque hayas dicho adiós»                                                            | Paolo Stefanoni, Pablo Preciado, Ramón Torres                                   | 3:41     |  |

| Disco 2 |                                                                       | |          |  |
| N.º     | Título                                                                | Escritor(es) | Duración |  |
| 1.      | «Medley Reggae»                                                       | Aleks Syntek, Alfredo Marugán Rodríguez, Belén Aguilar Esponda, Claudio Yarto, Giralt Alcon Juan, José Ramón Flores, Mario García Arango | 7:09     |  |
| 2.      | «La colegiala» (con Caló)                                             | Walter León Aguilar | 3:50     |  |
| 3.      | «Medley Baladas» (A cuentagotas, No puede ser, Enamorada, Como duele) | Consuelo Arango, Juan Gilart, Jorge Ortuño, Alex Sirvent, Mónica Vélez, Loris Ceroni                                                     | 6:05     |  |
| 4.      | «La Mujer Maravilla»                                                  | Carlos Macías | 3:38     |  |
| 5.      | «Pepe» (con Litzy)                                                    | Carlos Lara, Rossangel Aguirre Thomas | 3:58     |  |
| 6.      | «Tal vez»                                                             | Carlos Lara, Max DiCarlo | 3:39     |  |
| 7.      | «Sólo vivo para ti» (con OV7)                                         | José Ramón Flores | 4:17     |  |
| 8.      | «No es obsesión» (con OV7)                                            | Carlos Lara | 4:30     |  |
| 9.      | «Me pongo mis Jeans»                                                  | Víctor Hugo Romero | 4:47     |  |
| 10.     | «Dime que me amas»                                                    | José Ramón Flores | 4:02     |  |
| 12.     | «Enferma de amor»                                                     | Consuelo Arango, Juan Gilart | 3:48     |  |
| 1:34:06 |                                                                       | |          |  |

## Certificaciones
| País   | Organismo certificador | Certificación | Ventas certificadas | Ref   |
| ------ | ---------------------- | ------------- | ------------------- | ----- |
| México | AMPROFON               | Oro           | 30 000              | [ 2 ] |